# Jeminay
Jeminay (tiếng Trung: 吉木乃; bính âm: Jímùnǎi Xiàn, Hán Việt: Cát Mộc Nãi huyện; Uyghur:  جېمىنەي ناھىيىسى ‎, ULY:  Jeminəy Nah̡iyisi, UPNY:  Jéminey Nahiyisi?) là một huyện của địa khu Altay (A Lặc Thái), Châu tự trị dân tộc Kazakh - Ili (Y Lê), khu tự trị Tân Cương, Trung Quốc. Con đường đến biên giới với Kazakhstan đi qua trấn Jeminay.Trong tổng dân số 37.733 người của huyện, 13.209 người thuộc dân tộc Hán

### Trấn
- Thác Phổ Thiết Nhiệt Khắc (托普铁热克镇)
- Cát Nhĩ Nãi (吉木乃镇)

### Hương
- Thác Phổ Thiết Nhiệt Khắc (托普铁热克乡)
- Trác Tư Đặc (托斯特乡)
- Cáp Lặc Thập Hải (恰勒什海乡)
- Khách Nhĩ Giao (喀尔交乡)
- Biệt Tư Thiết Nhiệt Khắc (别斯铁热克乡)